# العملاق (فلم 1987)
العملاق هو فيلمٌ مصريٌ أُنتج عام 1987. وتدور معظم أحداث الفيلم في أقل من 24 ساعة.

## قصة الفيلم
زكي رياض الإسناوي (عادل أدهم) مفكر وكاتب مشهور وثري. يُسجن بسبب كتابة صك بقيمة 10,000 جنيه ورطته فيه زوجته منى (رغدة). يلتقي رياض في السجن بالسجين حسن خليفة (صلاح السعدني)، وهو عامل مطبعة فقير، لكنه مثقف، وكان قد قرأ مؤلفات المفكر زكي وأعجب بها.
تقوم منى بإيهام زكي والشرطة أن ابنه خالد قد تعرض لحادث سير، ولذلك يُسمح لزكي بالخروج لمدة 12 ساعةً لرؤية ابنه. وفي نفس اليوم يُسمح لحسن خليفة أيضاً بالخروج لرؤية والده المريض الحاج خليفة (عبد السلام محمد).
يتضح أن منى قد دبرت تلك الحيلة لكي تستطيع تهريب زكي خارج البلاد بجواز سفرٍ مزورٍ. يساعدها في ذلك أخاها رمزي (حمدي الوزير) الذي يسعى مع صديقه نادر (عادل برهام) إلى تحويل فيلا زكي إلى ملهىً ليليٍ إذا نجحت عملية هروب زكي، وابنه، وزوجته. ويظهر هنا الصراع بين القيم التي نادى بها المفكر زكي، وبين رضوخه لخطة الهروب التي أعدتها زوجته.
في الوقت الذي كانت تُدّبر فيه خطة هرب زكي، يزور حسن عائلته، فيكتشف انهيار منزله، وأن أباه الآن مشلولٌ، وأن زوجته بتعة (سوسن بدر) قد باعت ذهبها لتعالجه.
يزور حسن المفكرَ زكي في فيلته، فيكتشف استعداده للهرب، والتناقض بين المبادئ التي كان يدعو إليها، وما هو عازمٌ على فعله، ويرفض عرض زكي للهرب، ويُفضل العودة للسجن!

## وصلات خارجية
- مقالات تستعمل روابط فنية بلا صلة مع ويكي بيانات
- العملاق على موقع الدهليز
- العملاق على موقع كاروهات